# マリ共和国
座標: 北緯17度 西経4度 / 北緯17度 西経4度

マリ共和国
Mali ka Fasojamana（バンバラ語）
Republik bu Maali（フラニ語）
جُمْهُورِيَّةْ مَالِي （ハッサニア語）
Mali Tɔgɔbadugu（ソニンケ語）
ⵜⴰⴳⴷⵓⴷⴰ ⵏ ⵎⴰⵍⵉ（トゥアレグ語）

国の標語：Un Peuple, Un But, Une Foi
（フランス語: 1つの国民、1つの目標、1つの信念）
国歌：Pour l'Afrique et pour toi, Mali（フランス語）
アフリカのため、そして君、マリのため

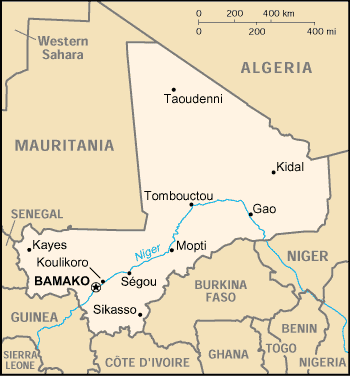
マリの地図

マリ共和国（マリきょうわこく、バンバラ語: Mali ka Fasojamana）、通称マリ（仏: Mali）は、西アフリカにある共和制国家。首都はバマコである。
西をモーリタニア、セネガル、北をアルジェリア、東をニジェール、南をブルキナファソ、コートジボワール、ギニアに囲まれた内陸国である。
国土面積は124万平方キロメートル（日本の約3.3倍）、人口は2020年時点で2025万人。国土の北側3分の1はサハラ砂漠の一部であり、ちょうど中心を流れるニジェール川沿岸に農耕地が広がり、南部はやや降水量の多いサバンナ地帯となっている。

## 国名
正式な国名は公用語のバンバラ語でMali ka Fasojamana、通称Mali。
かつての公用語でのフランス語表記はRépublique du Mali（レピュブリク・デュ・マリ）。通称、Mali。
公式の英語表記はRepublic of Mali（リパブリク・オヴ・マーリ）。通称、Mali。
日本語の表記はマリ共和国。通称、マリ。漢字表記は馬里。
植民地時代はフランス領スーダンと呼ばれていたが、独立時に現在の国名となった。マリの名はかつてこの地にあったマリ帝国の繁栄にあやかって名づけられた。マリとはバンバラ語で「カバ」という意味で、首都のバマコにはカバの銅像がある。

## 歴史

### 古代
現在のマリの領域において確認できる最古の国家は、7世紀に興りマリ西部を領したソニンケ族のガーナ王国と、東部のガオに起こったガオ王国とされている。特にガーナ王国は、北アフリカのアラブ人から塩を輸入して金や象牙を輸出するサハラ交易（いわゆる塩金交易）によって8世紀に絶頂期を迎えた。しかしガーナ王国はサヘル（サハラ砂漠の南側）の乾燥化によって勢力を減退させ、1076年にベルベル人のイスラーム国家ムラービト朝に攻撃され小国へと転落した。
ガーナ王国の衰退後、マリ西部はスス族の興した反イスラームのスス王国が覇権を握った。

### マリ帝国とソンガイ帝国

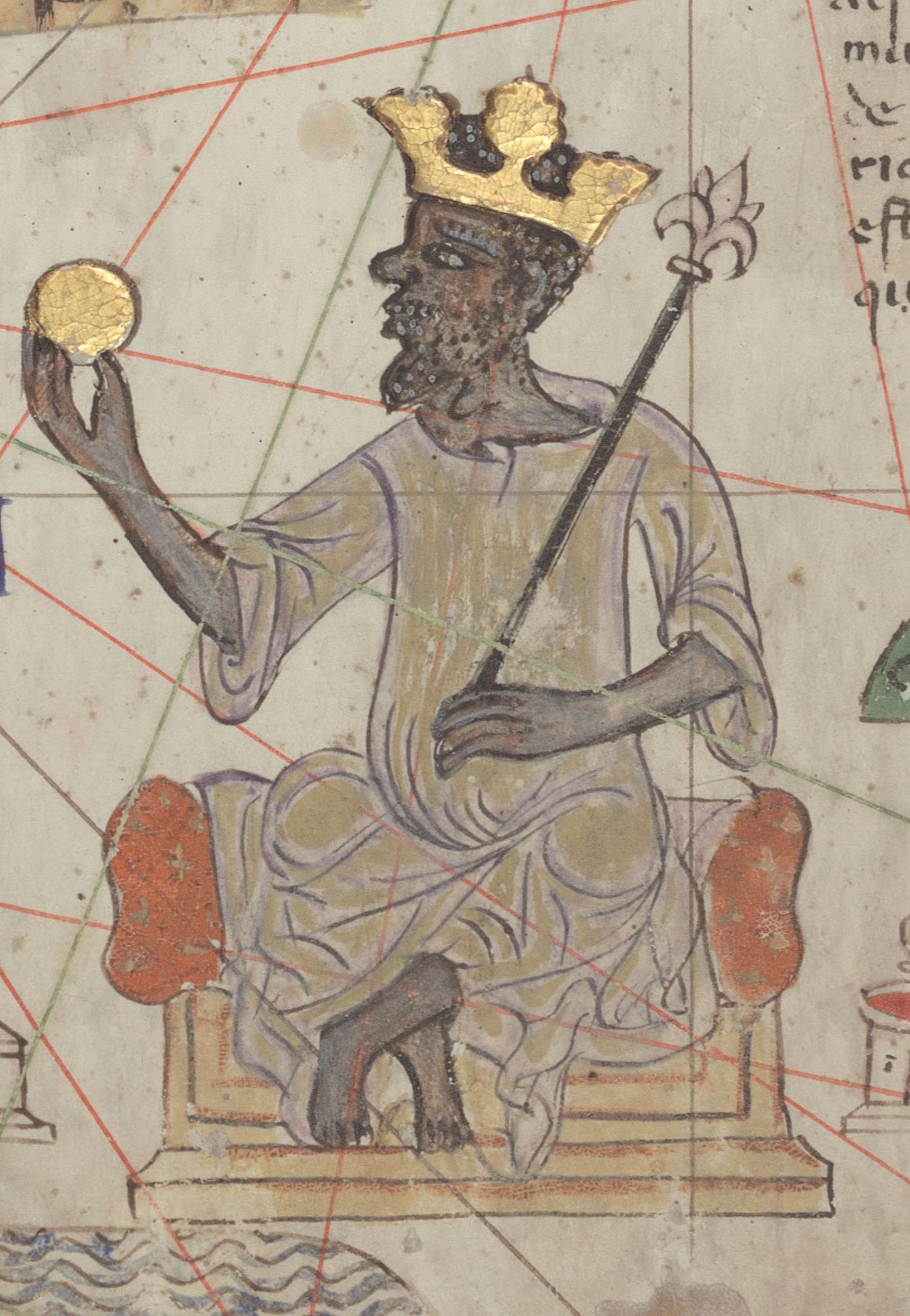
マリ帝国のマンサ・ムーサ帝

13世紀に入るとニジェール川上流部にいたマンディンカ族のスンジャタ・ケイタがマリ帝国を興し、1235年、キリナの戦いでスス王国を滅ぼしてこの地域の覇権を握った。マリ帝国はニジェール川中流域へと勢力を拡大し、ジェンネやトンブクトゥといった交易都市が繁栄した。マリ帝国はマンサ・ムーサ王の時代に最盛期を迎え、豪華なメッカ巡礼の様子は後世まで語り継がれたが、14世紀末から衰退に向かい、やがて15世紀後半にはマリ東端のガオに都を置いたソンガイ族のソンガイ帝国がこの地域の覇者となった。ソンガイ帝国はソンニ・アリ（-1492年）やアスキア・ムハンマド1世（1493年 - 1528年）といった優れた統治者の下で大いに繁栄した。

### サアド朝モロッコ支配期
16世紀末になるとソンガイ帝国は王位継承争いで大きく国力を落とし、それをついてサハラ砂漠中央部のテガーザの岩塩をめぐって対立していたサアド朝モロッコが砂漠を越えて侵攻してきた。ソンガイ帝国は1591年のトンディビの戦いに敗れ、1592年には滅亡した。ソンガイに代わって新たにニジェール川中流域を治めることになったサアド朝は、しかしこの地域を統治し続けることに失敗した。英主アフマド・マンスール・ザハビーが1603年に死去するとサアド朝内部では内紛が続き、サハラを越えてニジェール川中流部に勢力を保ち続けることが不可能になったのである。1612年にこの地方のモロッコ人たちはサアド朝から独立し、以後は土着化しながら1833年まで統治を続けるものの、その勢力は微弱なものだった。

### 小国乱立期
ソンガイ帝国崩壊後、17世紀にはこの地域ではKaarta（1753年-1854年）（英語）、Kénédougou Kingdom（1650年-1898年）（英語）など、多くの小王国が乱立したが、その中でもセグーのバンバラ族によるバンバラ王国（1712年–1861年）が勢力を拡大し、18世紀後半にはニジェール川中流域を支配した。
19世紀に入ると、この地域ではフラニ族によって数度のジハードが行われ、イスラーム国家が成立した。1820年にはマシーナ王国が成立してニジェール内陸デルタを支配下に置いた。19世紀半ばには内陸デルタではエルハジ・ウマールがトゥクロール帝国（1848年–1890年）を建国してバンバラ王国やマシーナ王国を滅ぼし、ニジェール川上流域ではサモリ・トゥーレがワスルー地方にサモリ帝国（1878年–1898年）を建国したが、ヨーロッパ列強によるアフリカ分割を抑えることは出来ず、いずれの国もフランスによって滅ぼされた（マンディンゴ戦争）。

### フランス植民地期
フランスは、既にその領土としていたセネガルからセネガル川を遡り、この地域への侵攻を開始した。1880年、フランスはカイに首都を置くオー・セネガル植民地を成立させた。その後、1890年にはこの植民地はフランス領スーダンと改称された（詳細は「スーダン (地理概念)」を参照のこと）。1904年には、首都はバマコへと移転した。
フランスによる植民地時代には、綿花の栽培が積極的に推進された。また、内陸デルタ地帯においては水田開発が行われた。第二次世界大戦後、植民地独立の動きが世界的に広がる中で、マリにおいても独立への機運が高まり、1958年にはフランスの自治国スーダンとなった。

### 独立
1960年6月、隣国のセネガルと共にマリ連邦を結成しフランスから独立。しかし、その年の8月にセネガルが連邦から離脱したため、翌9月にマリ共和国と国名を改めた。
初代大統領モディボ・ケイタの下で社会主義政策が推進されたが徐々に行き詰まり、1968年にムーサ・トラオレのクーデタが発生し、長い軍事独裁体制の時期に入った。1974年には東部のアガシェ地帯で、オートボルタとの間にアガシェ地帯紛争と呼ばれる小規模な軍事衝突が起きた。
1979年に単一政党マリ人民民主同盟が結成され、トラオレが大統領に選出されて形式上は民政移管が行われたものの、一党独裁体制はそのまま継続していた。1985年には再びAgacher地区で、ブルキナファソとの間にアガシェ地帯紛争が起きた。
1991年にクーデターが起こり、実権を握ったアマドゥ・トゥマニ・トゥーレの下で暫定政府が発足。トゥーレ暫定政権は民主化を進めると翌1992年に憲法を制定し、大統領選挙が行われてアルファ・ウマル・コナレが就任した。このころ、マリ北部とニジェールでトゥアレグ族のアザワド解放人民運動（Popular Movement for the Liberation of Azawad、MPLA）とハッサニア系アラブ人のアザワド・アラブイスラム前線（Arab Islamic Front of Azawad、FIAA）が過激な分離闘争（トゥアレグ抵抗運動 (1990年-1995年)）を繰り返してきたが、1996年に武装解除が行われた。
コナレ政権は民主的な政権運営を行い、言論の自由や複数政党制をよく維持した。2002年には任期満了で退任したコナレ大統領に代わり、軍を退役していたアマドゥ・トゥマニ・トゥーレが大統領に就任したが、トゥーレ政権でもマリの民主制はよく維持され、アフリカで最も民主的な政府の一つに数えられるようになった。
一方で2004年にサバクトビバッタの大量発生による大規模な蝗害が発生、2006年にはイブラヒム・アグ・バハンガが反政府武装組織「5月23日同盟」（ADC）を結成し、マリ北部において再び武装闘争を展開（トゥアレグ抵抗運動 (2007年-2009年)）。2011年リビア内戦への合流によりさらに戦闘能力や武器を強化した。

### マリ北部紛争

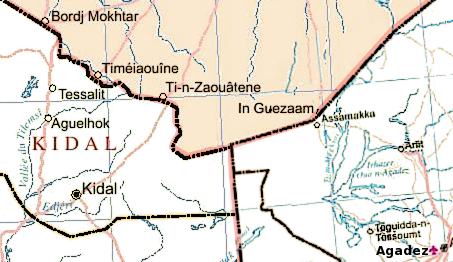
マリ（キダル州・ガオ州）、ニジェール（アガデス州・タウア州）、アルジェリア（アドラール県・タマンラセット県）の国境地域

2012年1月、トゥアレグ族は新たに独立を求め、トゥアレグ抵抗運動 (2012年)で蜂起し、マリの北部各州（アザワド）を制圧した。戦いの中で政府軍内部からは武器が足りないなどといった不満が噴出し、同年3月にマリ軍事クーデターが起きてトゥーレ政権が打倒される事態となった。さらに4月6日にはトゥアレグ族の反政府武装組織「アザワド解放民族運動」（MNLA、タマシェク語:  ⵜⴰⵏⴾⵔⴰ ⵏ ⵜⵓⵎⴰⵙⵜ ⴹ ⴰⵙⵍⴰⵍⵓ ⵏ ⴰⵣⴰⵓⴷ）とサラフィー・ジハード主義組織「アンサル・ディーン」が北部三州（アザワド）を制圧し、一方的にアザワド独立宣言を発表した。5月5日にはアザワドを制圧中の国際テロ組織アルカーイダ系武装組織「イスラム・マグレブ諸国のアルカーイダ」（AQIM）がトンブクトゥの聖墓を破壊したと発表した。その後、アンサル・ディーンと対立したMNLAは攻撃を受け、アザワド内の拠点を全て失い、アザワドは事実上崩壊。現在、マリ北部はアンサル・ディーンの支配下にある。
2013年1月、フランスが軍事介入を開始（セルヴァル作戦）し、政府軍とともにアンサル・ディーンやイスラム・マグレブ諸国のアルカイダなど、イスラム系反政府勢力に対して攻勢をかけた。

### 民政化から軍政への揺り戻し
マリ政府側では2013年8月に大統領選挙が行われ、9月にイブラヒム・ブバカール・ケイタ大統領が就任して民主制が復活した。ケイタは2018年に再選されたが政権腐敗や経済失政、紛争の継続などで不満が広まり、2020年8月18日に一部兵士よりクーデターを起こされ翌8月19日に辞任。新たに設立された国民救済委員会が権力を掌握し、適切な時期に選挙を行い民政に移管することを表明。アシミ・ゴイタ大佐が委員長に就任した（マリ軍事クーデター (2020年)）。西アフリカ諸国経済共同体(ECOWAS)は1年での民政復帰と、それまで設置される暫定政権のトップには文民を据えるよう要求したが、9月25日に発足した暫定政権の期間はECOWASの要求より6カ月長い18カ月となったほか、ゴイタ大佐が元軍人のバ・ヌダウ元国防大臣を暫定大統領に指名し、自らは暫定副大統領に就任した。
2021年5月24日、軍はヌダウ大統領やウアンヌ首相ら政権関係者を拘束し、権限を剥奪した（2021年マリ軍事クーデター）。28日、憲法裁判所はゴイタ大佐を暫定大統領に任命した。
2022年までに暫定政府がロシアの民間軍事会社であるワグネル・グループの支援を受けて、イスラム系武装組織と対抗していることが明らかにされている。マリ政府とロシア政府は否定しているが、アメリカとフランスの関係者はロシア政府の関与を示唆している。同年2月17日、フランスのマクロン大統領は、軍事政権との関係悪化を理由に、年内に駐留部隊を撤退させることを発表し、同年8月15日にフランス大統領府が完全に撤収したと発表した。
同年2月21日には、国民評議会がゴイタ率いる暫定政権がさらに5年の統治を可能にする移行憲章を賛成120、反対・棄権0票で承認した。しかし6月6日、ゴイタは民政復帰までの期間を5年間から2年間に短縮し、2024年3月の文民政権移行を想定していると表明したが、その後無期限に延長されている。

マリにおける軍事状況(随時更新)

2022年から2023年にかけて、イスラム国サヘル州（ISIL）はマリ戦争で大きく戦績を稼ぎ、マリ南東部の広大な領土を占領した。アンソンゴとティダメヌもISIL系武装勢力に占領された。2023年半ばまでに、ISIL系武装勢力は前政権の転覆と政権樹立以来、支配地域を倍増させている。
ロシアの外相であるセルゲイ・ラブロフは2023年2月7日にバマコを訪問し、モスクワはマリの軍事力向上を引き続き支援すると述べた。2023年6月、マリは旧植民地の言語であったフランス語を公用語から外し、国民投票で有権者の97%が新憲法を承認した。2024年1月28日にはECOWASからの脱退を表明した。2024年11月、ショゲル・コカラ・マイガ暫定首相は民政移管が明確でないことを公に非難したため、数日後に解任された。

## 政治
マリ共和国は、共和制かつ大統領制を採用する立憲国家である。1991年、アマドゥ・トゥマニ・トゥーレ将軍によるクーデターによって、ムサ・トラオレ将軍の独裁政権が終焉を迎え、その後の民衆蜂起を経て民主主義が確立された。現行憲法は、1992年1月12日に制定されたものである。
しかしながら、マリの民主主義は依然として脆弱な状況にある。1997年の大統領選挙と国民議会議員選挙をはじめとして、選挙期間中に大規模な混乱が度々発生している。さらに、クーデターによる現職大統領および政権の転覆が相次いでおり（2012年、2020年、2021年）、政治的な安定を欠いている。
加えて、低い投票率もマリの民主主義の脆弱性を増幅させる要因となっている。国民の多くが選挙で争点となっている事項を十分に理解していないことが、民主主義の根幹を揺るがす懸念材料となっている。

### 元首
国家元首である大統領（Président de la République du Mali）は、国民の直接選挙により選出され、任期は5年。3選は禁止されている。マリ共和国の独立以来、9人の国家元首（暫定大統領を含む）が誕生しているが、民主的に選出されたのはそのうち3人だけである。

### 行政
マリの首相は大統領によって任命される。内閣に相当する閣僚評議会（Conseil des Ministres）の構成員は、首相が大統領に推薦し、大統領によって任命される。
この制度は、行政府の長である首相と、国家元首である大統領がそれぞれ異なる役割を担う、半大統領制の特色を示している。首相は、内閣の組織と運営において主導的な役割を果たし、閣僚候補者を大統領に推薦することで、政策実行における責任を共有する。
大統領による最終的な任命権は、行政権の二元性を明確にするものであり、安定した政権運営と政策の継続性を担保する仕組みとして機能する。

### 立法
マリの立法府は一院制であり、その正式名称は国民議会（フランス語: Assemblée Nationale）である。現行憲法の規定によれば、国民議会は国家における唯一の立法機関と位置づけられている。
国民議会の定数は147議席である。これらの議席は、マリを構成する8つの州と1つの特別区の人口比に基づいて配分される。議員は国民による直接選挙によって選出され、その任期は5年と定められている。

### 政党
マリは、アフリカにおいて数少ない、実質的な複数政党制が機能している国家である。ただし、宗教や民族を基盤とする政党、地域政党、性別による差別を主張する政党は禁止されている。
主要な政党としては、ムーサ・トラオレ軍事独裁政権の打倒後に政権を担ったマリ民主同盟（ADEMA）が最大の勢力として挙げられる。その他、有力な政党としてはマリ連合（RPM）が存在する。同党は、民主化主導全国会議（CNID）および愛国復興運動（MPR）といった小政党と共に、選挙同盟「希望2002」を形成している。国民議会内における各政党の勢力は以下の通りである。
- マリ連合（英語版） - 51議席
- マリ民主同盟（英語版） - 24議席
- 共和国と民主主義のための連合（英語版） - 19議席
- マリ運動 - 10議席
- その他の諸政党 - 43議席

### 司法
最高司法機関は最高裁判所（Cour suprême）である。

## 国際関係
2022年1月9日、西アフリカ諸国経済共同体(ECOWAS)はガーナの首都アクラで臨時首脳会議を開催、マリで2度のクーデターを起こし実権を掌握した軍事政権であるゴイタ政権による民政移管プロセスの延期を受け、厳しく制裁することを決議した。ECOWASからの決定を受けた同日、同政権は「ECOWASのマリに対する制裁は、「違法」で「非人道的」だ」と非難するコミュニケを発表しており、翌日の1月10日、暫定大統領であるゴイタは「ECOWASはマリ情勢の複雑性に鑑みず、われわれの努力を無視した」と言明している。2024年1月28日にはECOWASからの脱退を表明した。
2020年の軍事クーデター以降旧宗主国のフランスとの関係は悪化し、代わってロシアとの関係を深めている。2024年8月、同年7月の待ち伏せ攻撃で反政府勢力に情報を提供したとしてウクライナと国交断絶を宣言した。
2025年4月には、外相がモスクワを訪問し、ラブロフロシア外相と会談。軍事面での協力強化で合意するとともに、ウクライナを「テロ国家」として批判した。

### 日本との関係
- 駐日マリ共和国大使館
- 在留日本人数 - 10人（2022年10月時点）[39]
- 在日マリ人数 - 198人（2021年12月時点）[39]

日本政府は、マリ政府と2008年（平成20年）5月17日にODA計画2件の書簡を交換した。飲み水を引く「シカソ地域飲料水供給計画」と、かつての紛争地帯の道路や橋を復旧する「マリーセネガル南回廊道路橋梁建設計画」である。外務・国際協力大臣モクタール・ウアンヌ(仏: Son Excellence Monsieur Moctar OUANE、仏: Ministre des Affaires Etrangeres et de la Cooperation Internationale）と在マリ国臨時代理大使の迫久展との間で交わされた。
前者は対象の村で1万5200人とされた安全な水が手に入る人口を、完成時に7万8500人に増やすといい、水が原因の体調不良を減らしたり、水汲みの仕事を任される女性や子供の労働の負担も軽くなると見込まれる。この計画により、給水施設が未整備だった74の村に水が引かれ、対象地域の給水率は16.6％から85.5％に上がる予定。

## 地理

マリのケッペン気候図。赤が砂漠気候、オレンジがステップ気候、水色がサバナ気候である。

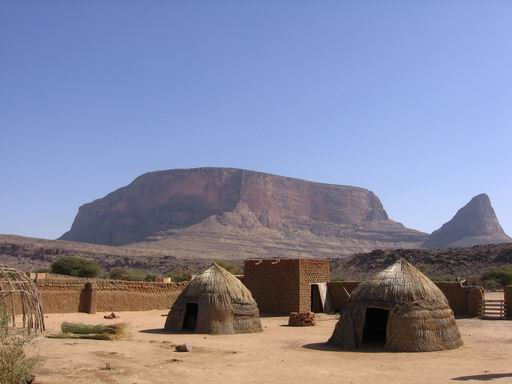
オンボリ山 (Hombori Tondo)

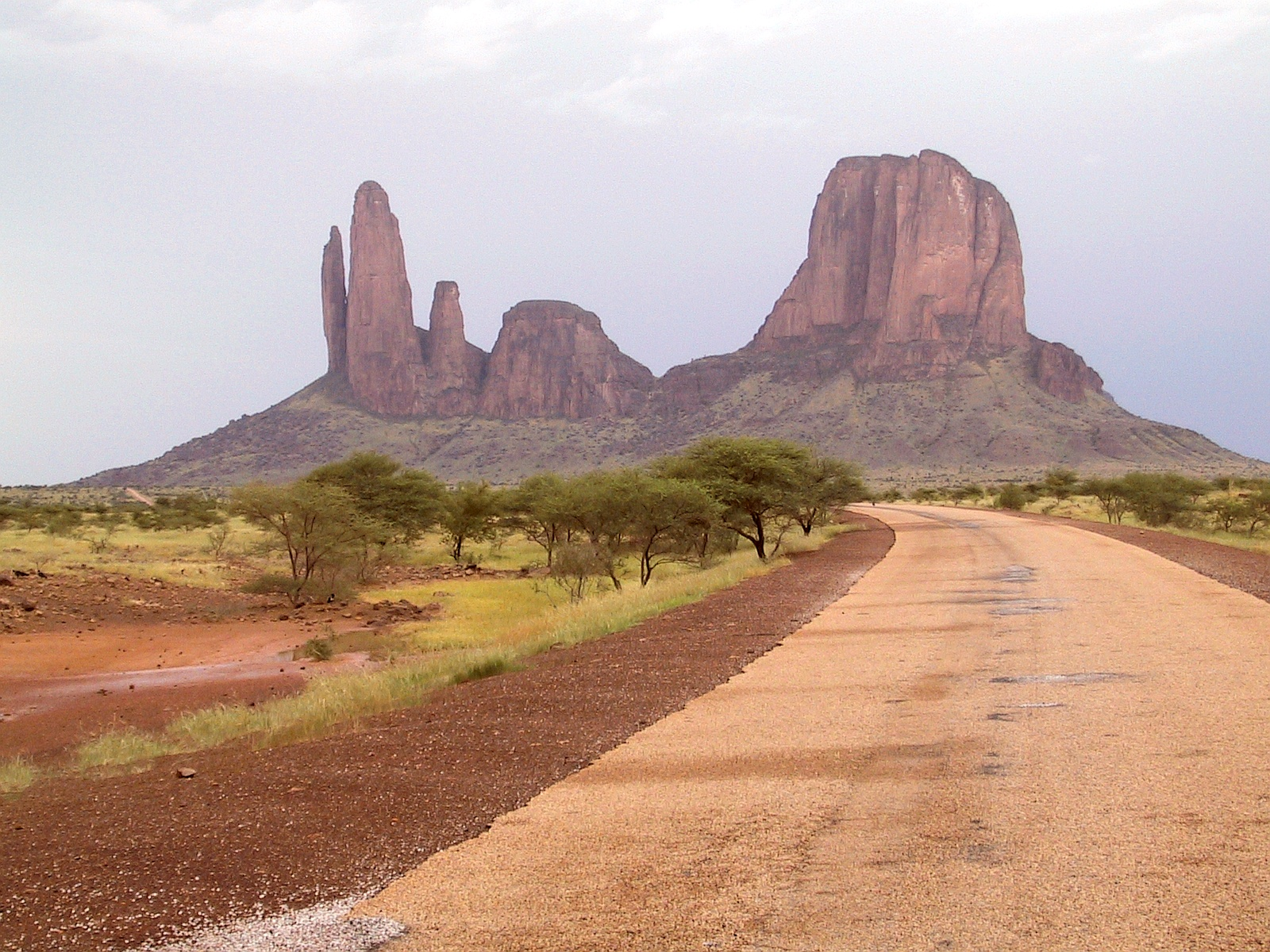
Aiguilles de Gami, Main de Fatima（仮訳左：「ガミの針岩」、右：「ファチマの手岩」）

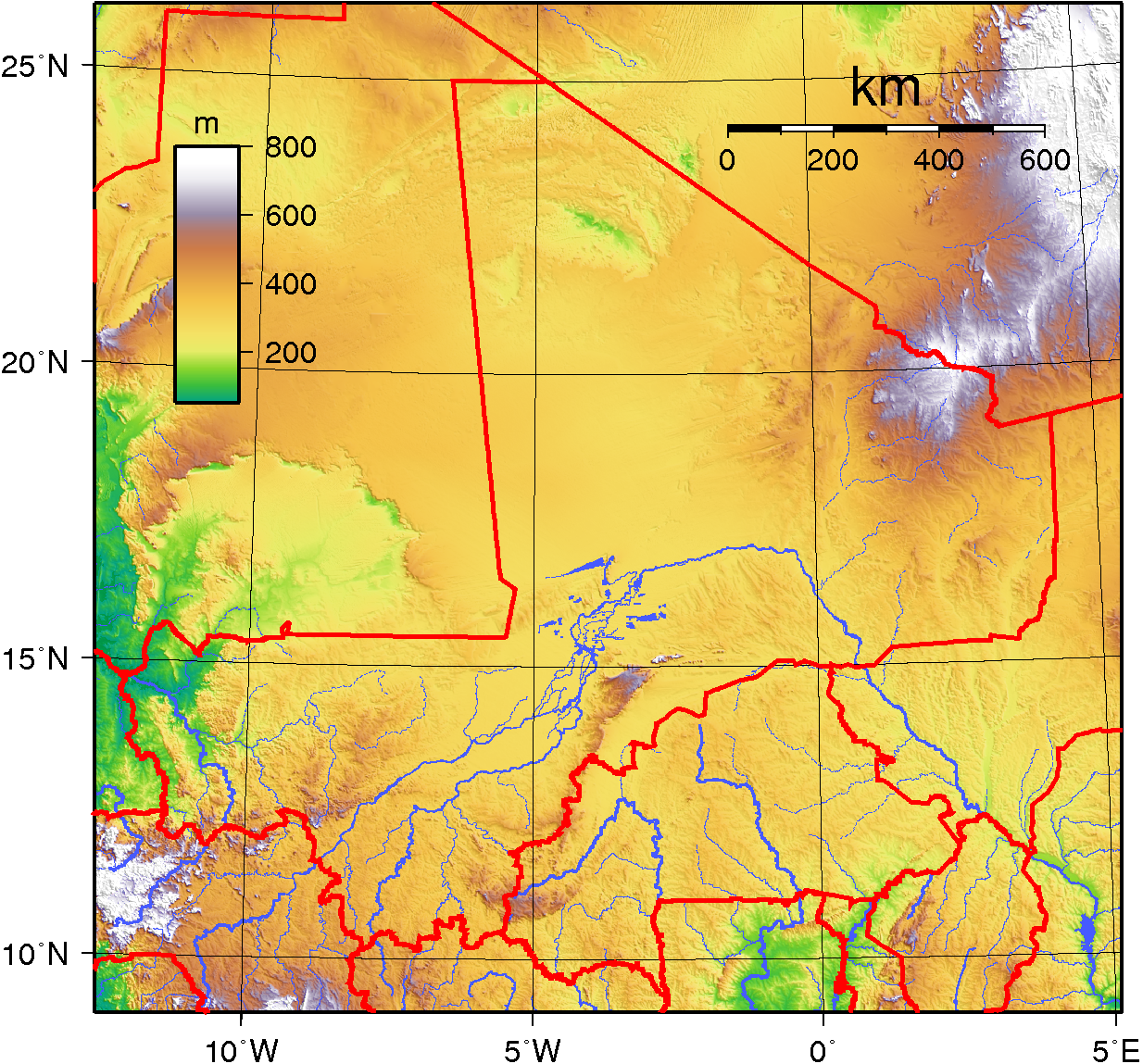
地形図

マリは内陸国で、地理的には3区分される。北部のサハラ砂漠、中部のサヘル地帯、南部のスーダン帯である。国の65%が砂漠（サハラ砂漠）と半砂漠であり、南部の低地サバナから標高1000メートルに達する北東部山地まで変化に富むものの、一部の山地を除けは全般的に平坦な地形をしている。最高地点は中部のブルキナファソ国境に近いオンボリ山（Hombori Tondo、1155メートル）。
ケッペンの気候区分によれば、マリの気候は北部が砂漠気候、南西部は亜熱帯気候である。北部全域にサハラ砂漠が分布し、人口は希薄。国土のほぼ中央部を西から東に流れるニジェール川はマリの国土の軸となっており、古代よりこの中流域では大帝国が興亡を繰り返してきた。現代でも食料・飲み水・農業・輸送などあらゆる面で国民生活を支えている。なかでもモプティ周辺に広がるニジェール内陸デルタは非常に豊かな氾濫原である。南部に広がるサバナ地帯は、国内で最も降水量が多く人口も多い。

## 地方行政区分

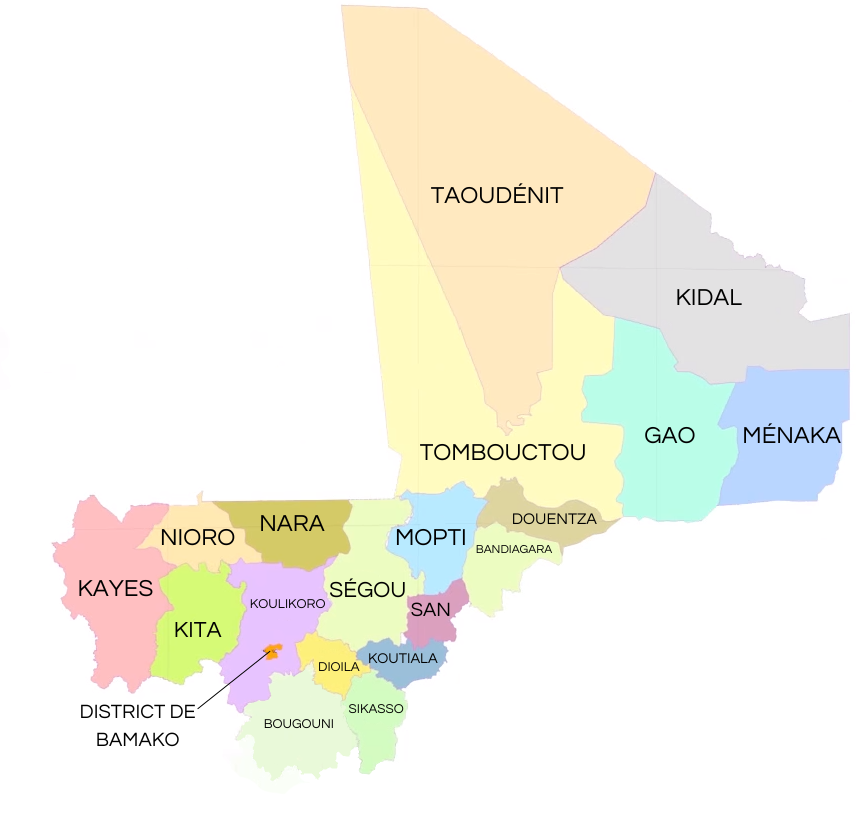
マリの地方行政化区画

2023年以降、以下の19州とバマコ特別区に分かれている。
00. バマコ特別区（Bamako）
1. カイ州（Kayes）--- カイ
2. クリコロ州（Koulikoro）
3. シカソ州（Sikasso）--- シカソ
4. セグー州（Ségou）--- セグー
5. モプティ州（Mopti）--- モプティ
6. トンブクトゥ州（Tombouctou）--- トンブクトゥ
7. ガオ州（Gao）--- ガオ
8. キダル州（Kidal）--- キダル
9. タウデニ州（Taoudénit）--- タウデニ
10. メナカ州（Ménaka）--- メナカ
11. ニオロ州（Nioro）--- ニオロ・デュ・サヘル
12. キタ州（Kita）--- キタ
13. ディオイラ州（Doïla）--- ディオイラ
14. ナラ州（Nara）--- ナラ
15. ブグニ州（Bougouni）--- ブグニ
16. クーティアラ州（Koutiala）--- クーティアラ
17. サン州（San）--- サン
18. ドゥエンツァ州（Douentza）--- ドゥエンツァ
19. バンディアガラ州（Bandiagara）--- バンディアガラ

### 主要都市
最大都市は首都のバマコである。バマコは国土の南西部のサバンナ地帯に位置し、ニジェール川に面する。マリの経済の重心は国土南部のサバンナ地帯にあり、バマコをはじめシカソやセグーといった都市も南部で重要な位置を占めている。シカソは南部の農業地帯の中心都市であり、またバマコからコートジボワールの港湾都市アビジャンへと向かうマリ最大の貿易ルート上に位置するため、綿花などの集散地としても栄えている。
一方、国土の軸となっているニジェール川沿いにも、西端のバマコから東にセグー、モプティ、トンブクトゥ、ガオといった都市が連なる。セグーは18世紀からバンバラ帝国とトゥクロール帝国が相次いで首都を置き、植民地化された後もマラカラ・ダムからの灌漑によって豊かな農耕地帯の中心となっている。モプティはニジェール川と支流のバニ川との合流地点にフランスによって建設された町であり、ニジェール内陸デルタの中心都市となっている。トンブクトゥはニジェール川がもっとも北に湾曲した部分に存在する砂漠の都市であり、マリ帝国からソンガイ帝国時代（15世紀–）には大繁栄したものの、交易ルートの変化や周囲の砂漠化によって現代では小都市に過ぎなくなっている。マリ最東端の都市であるガオも砂漠気候に属するが、ニジェール川本流沿いに位置するため豊かな水に恵まれ、マリ北部最大の都市となっている。

## 経済

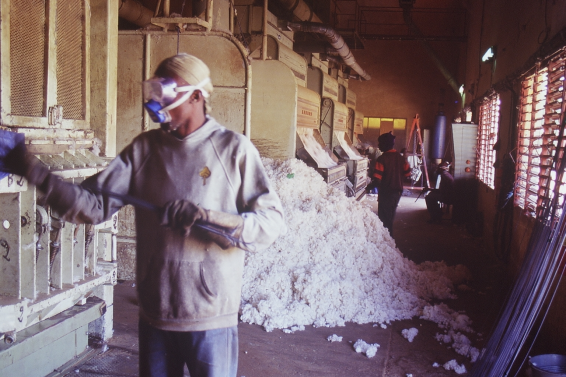
綿花の加工

マリは生産人口の80%が第一次産業に従事しており、農業および牧畜が主要産業となっている。マリ最大の輸出品は金であり、2012年度には輸出総額の75%、総生産の25%を占めている。これに次ぐ主力産品は、植民地時代からマリ経済の主力であった綿花であり、2012年度には輸出総額の15%、総生産の15%を占めている。綿花栽培は90年代以降好調を続けており、農民の多くが従事する綿花栽培の好調が民主化以降のマリの政情安定を支えた。
農業は、国の2大農業地域であるニジェール川流域とマリ南部のサバンナ地帯によって異なった形で行われている。ニジェール川内陸デルタでは川の氾濫を利用した自然灌漑と、大規模な灌漑施設を備えた人工灌漑の双方で稲作が盛んに行われている。サバンナ地帯においては綿花が主力であり、穀物としてはソルガムが主に栽培される。やや乾燥したサヘル地帯においてはソルガムに代わり、乾燥に強いトウジンビエが栽培される。西部のセネガル川流域ではソルガムや綿花のほか、ピーナツも栽培される。しかし国土全域において灌漑設備が弱く、また砂漠化の影響を受け、収量は天候に大きく左右される。
北部ではトゥアレグ族が遊牧を行っている。また、ニジェール川、特に内陸デルタは非常に豊かな漁場となっており、河川漁業もさかんに行われている。この漁業は古代からこの地域の主要産業の一つであり、ボゾ人やソモノ人のように漁業を専門に行う民族も内陸デルタには存在していて、1950年代から70年代にかけてはニジェール川の魚はマリの主要輸出品の一つとなっていた。
輸出入の経路は、独立以前はセネガルのダカール港からダカール・ニジェール鉄道経由が圧倒的だったが、マリ連邦崩壊時の政治的対立によりコートジボワールとの結びつきを強め、1997年には輸出入の70%がコートジボワールのアビジャン経由、30%がダカール経由となった。
国内産業では労働力が吸収しきれないため出稼ぎが盛んで、行き先はコートジボワールと旧宗主国フランスが多い。しかしコートジボワールでは地元民と移民してきたブルキナファソ人やマリ人との対立が激しく、この対立を一つの原因として第1次コートジボワール内戦となった。

## 交通
クリコロへは隣国セネガルからダカール・ニジェール鉄道が敷設されている。この鉄道はクリコロでニジェール川水運と接続し、かつてはマリの交通の大動脈であった。増水期のこの川はクリコロとガオ間約2000kmが大型船舶の運航ができることから、インフラの乏しいマリの北部・東部の重要な輸送手段ではあるものの、1年の半分にわたる渇水期は航行不能で、物流の水運部分が断たれてしまう。

## 国民

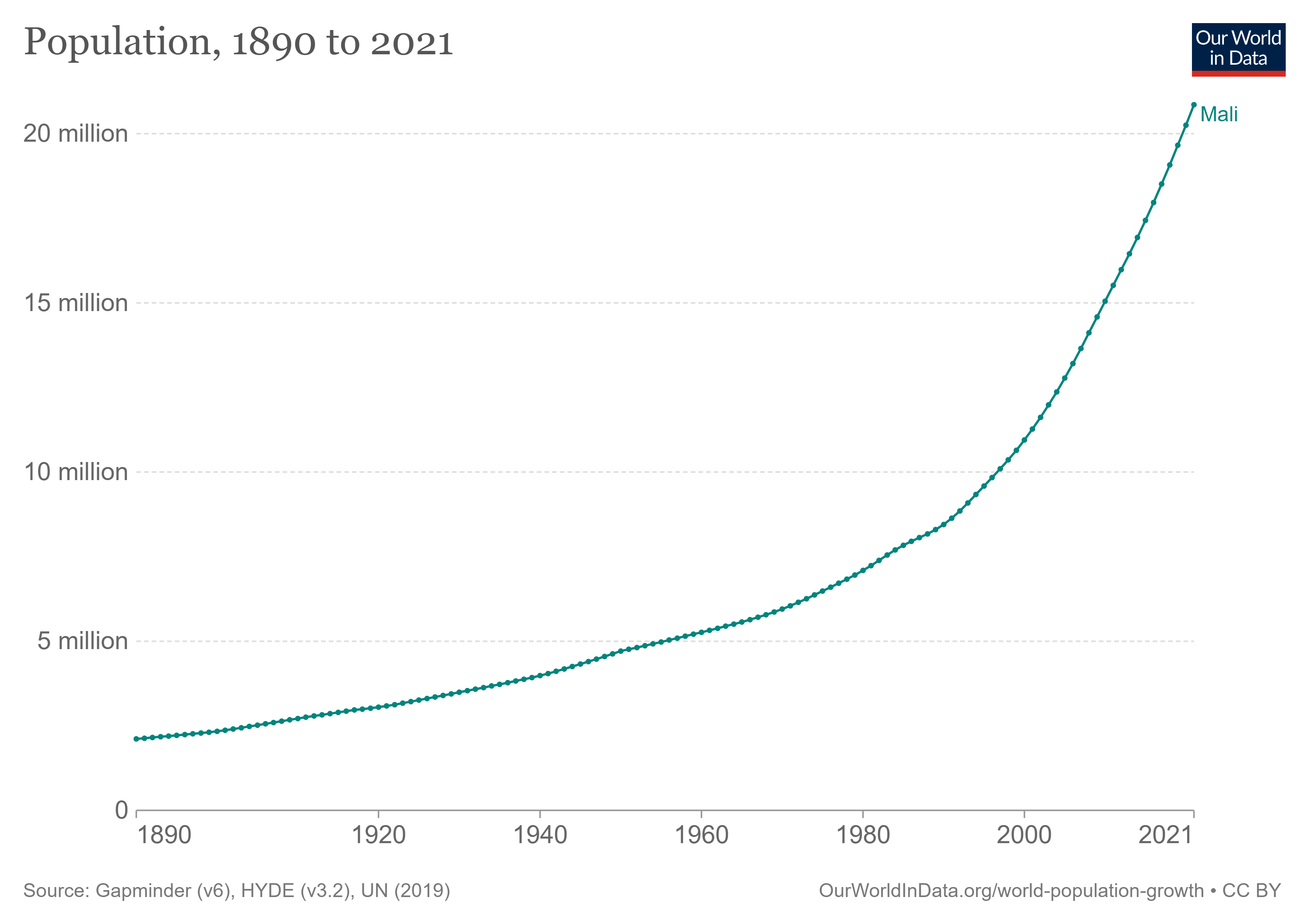
マリの人口推移（1961年-2003年）

### 民族
マリは多くの民族が居住する多民族国家である。最も大きな民族は国土南西部のサバンナ地帯に居住する農耕民族のバンバラ人（Bambara）であり、人口の30から35%を占めている。またかつてマリ帝国を築き上げたマリンケ人（Malinke）やソニンケ人（Soninke）なども含むマンデ系（Mande）の人口は、マリの約50%を占めている。マンデ系の民族はいずれも国土の南西部に多く住む。次いで多いのは主にニジェール川内陸デルタに居住する半農半牧のフラニ人であり、人口の約17%を占める。ヴォルタ人（Voltaic）は人口の約12%を占める。人口の6%を占める農耕民のソンガイ人は国土東部のガオ地方に集住しており、かつてはソンガイ帝国を築いてニジェール川中流域を支配していたことがある。ベルベル人（トゥアレグ族、ムーア人）は人口のおよそ10%を占め、国土の北部に多く居住する遊牧民である。 その他の小民族は人口の5%を占める。これらの小民族の中には、ニジェール内陸デルタの東側に伸びるバンディアガラの断崖に居住し独特の文化を持つドゴン人や、漁業を専業としニジェール川内陸デルタを中心に河川近辺に居住するボゾ人など特色ある民族が存在する。

### 言語
かつての公用語はフランス語であったが、2023年の法改正でバンバラ語など13の諸言語を公用語とした。国内の多数派部族が使用している4つの言語を国語と定め、教育その他の分野で使用している。なかでも首都バマコを中心とした南西部で使用されるバンバラ語は話者が多く、共通語化の道を歩みつつある。このほか、フルフルデ語はニジェール内陸デルタで、ソンガイ語はガオを中心とする東部で話者が多い。
- ニジェール・コンゴ語族
  - マンデ系（英語版）
    - バンバラ語 - バンバラ人
    - マリンケ語 - マリンケ人
    - ソニンケ語 - ソニンケ人

  - フルフルデ語 - フラニ人（フルベ、プール、プルともいう）
  - ドゴン語群 - ドゴン人
- ナイル・サハラ語族
  - ソンガイ語（英語版） - ソンガイ人
- アフロ・アジア語族
  - タマシェク語（トゥアレグ語） - トゥアレグ人

### 婚姻
マリの結婚に関する法律は緩く、児童婚が一般的とされている面を持つ。

### 宗教
| マリの宗教 | マリの宗教 | マリの宗教 | マリの宗教 | マリの宗教 |
| ---------- | ---------- | ---------- | ---------- | ---------- |
|            |            |            |            |            |
| イスラム教 | イスラム教 |            | 90%        | 90%        |
| キリスト教 | キリスト教 |            | 5%         | 5%         |
| 伝統宗教   | 伝統宗教   |            | 5%         | 5%         |

右図の通り、イスラム教が90%、伝統的宗教が5%、キリスト教が5%である。

### 教育
教育制度は小学校6年、中学校3、高校3年。新年度は10月から。義務教育は6～15歳までの9年となっている。
2003年の推計によれば、15歳以上の国民の識字率は46.4%（男性：53.5% 女性：39.6%）である。

## 治安
マリの治安は非常に危険な状況に立たされている。同国北部・中部では、連日のように武装集団による殺人・強盗及び部族間抗争による殺戮が発生している。特に中部では遊牧部族及び農耕・狩猟部族間の衝突が多発し、双方に多数の死傷者が発生していて、身の安全が脅かされる可能性を高めている。一方で南部においても襲撃及び凶悪犯罪などが発生しており、首都バマコではバイクを使用した武装強盗などの凶悪犯罪が頻発している状態が続く。
加えて、地元警察や憲兵が癒着と共犯を繰り返しているとの報告が挙がっている。
2024年11月現在、外務省は首都バマコを除くマリ全土に対して「レベル4：退避してください。渡航は止めてください。（退避勧告）」 、バマコに対しては「レベル3：渡航は止めてください。（渡航中止勧告）」の危険情報を発出している。

### 人権
児童労働事案や強制労働事案が未だ根深く、それに絡む子供の人身売買が依然として深刻な問題となっている。

#### 女性の権利

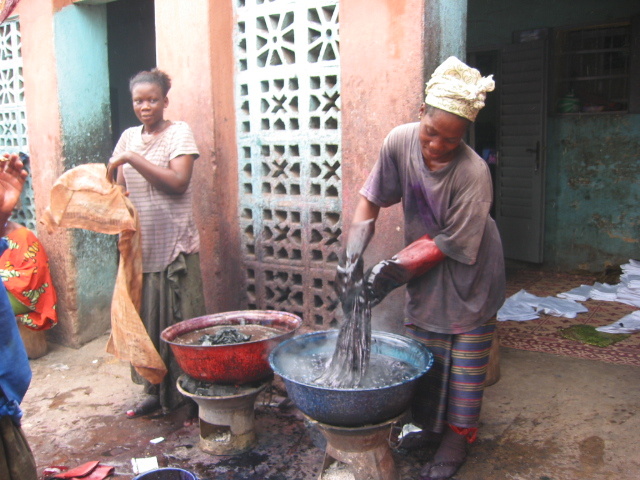
ベジン布を染める女性。バマコにて撮影。
現地の女性は、しばしば農作業や子育てを担っているが、マリにおいては有給労働者の15％を女性が占めている。

現代におけるマリの女性が直面している問題には、女性に対する暴力の割合が高いこと、児童婚の横行、因習として今も続けられている女性器の切除（女子割礼）などがある。

## メディア
国境なき記者団（RSF）による2020年の世界報道自由度ランキングでは108位（180か国中）に位置付けられている。

## 文化

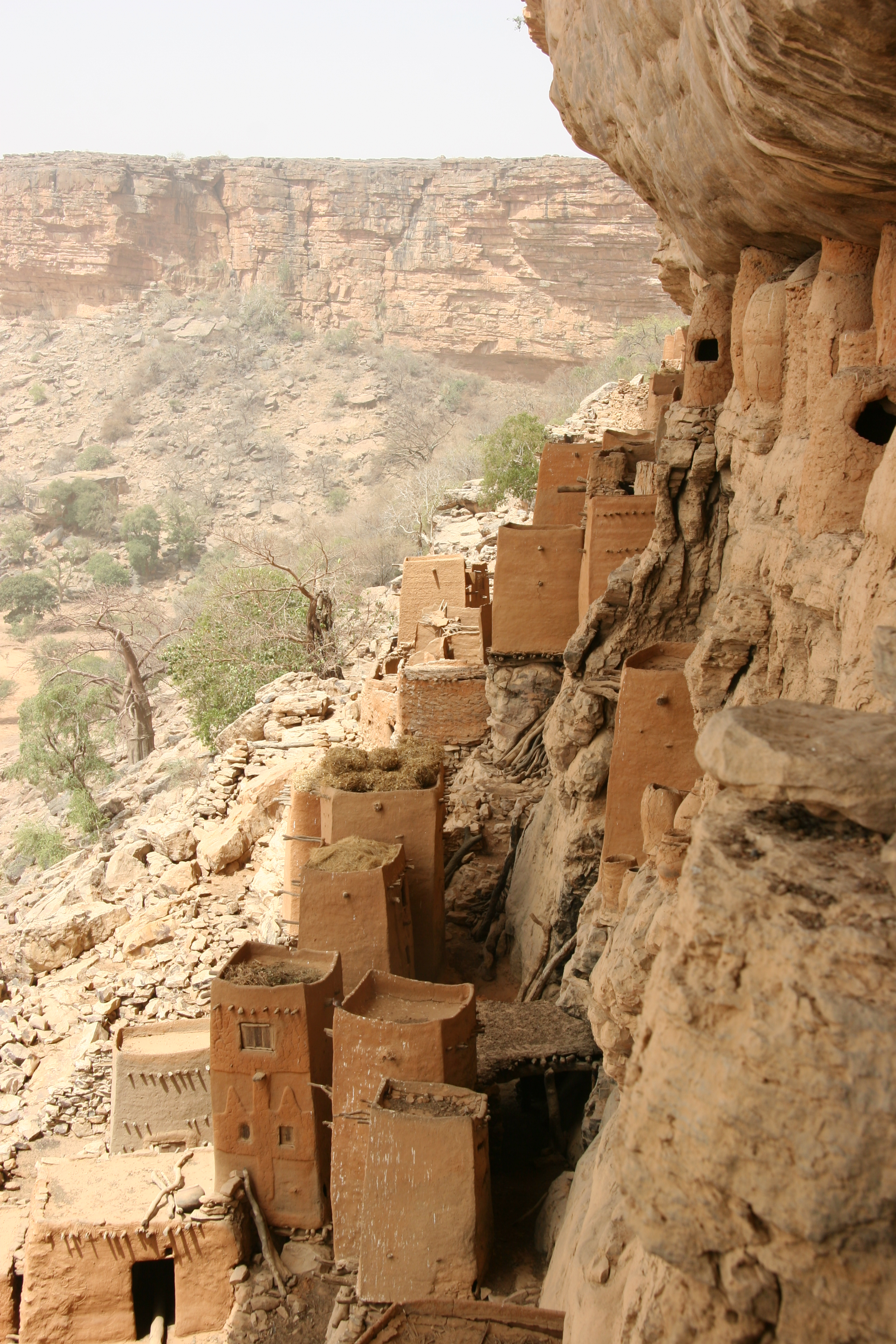
バンディアガラの断崖に設けられたドゴン族の住居

### 音楽

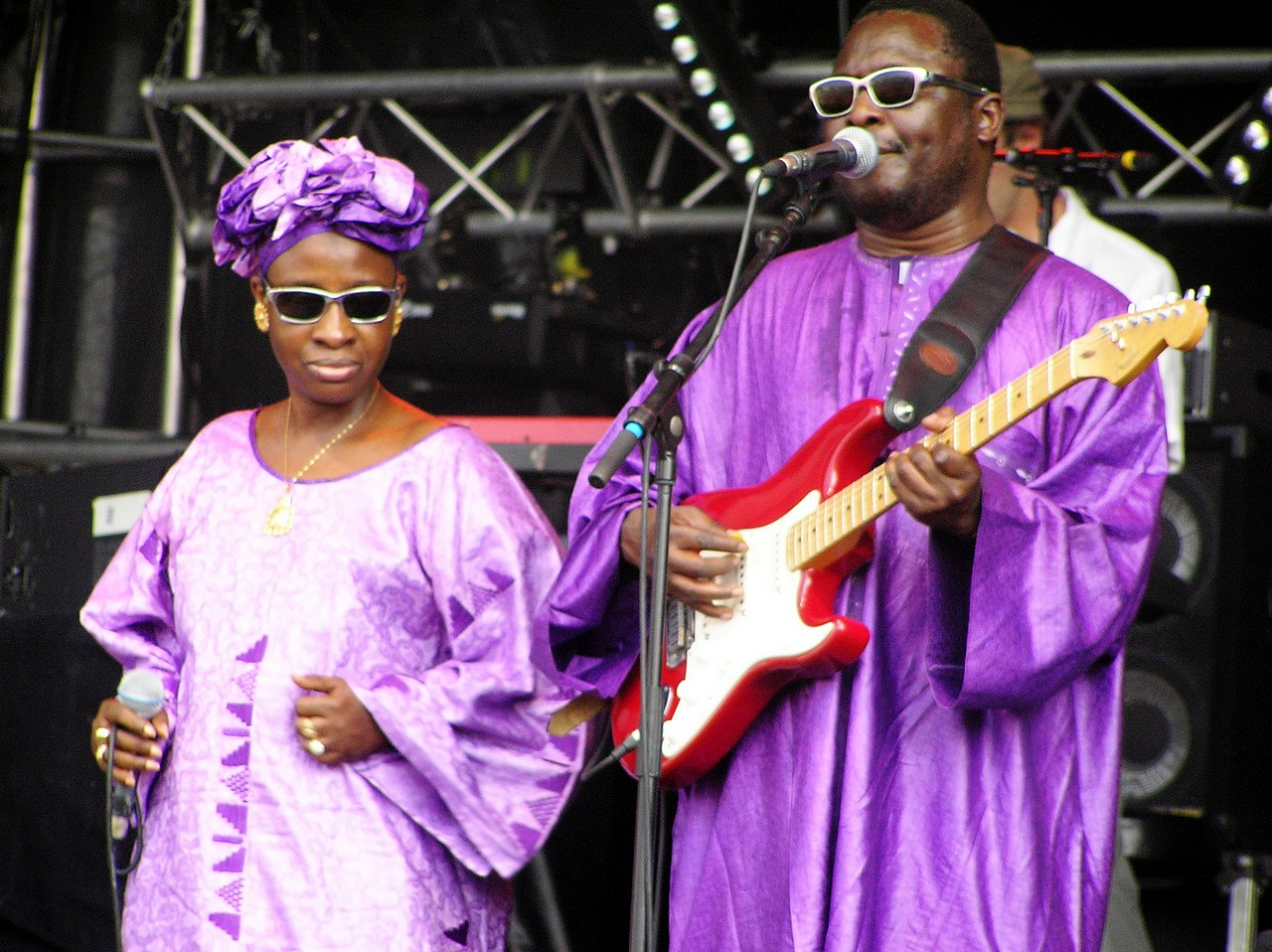
マリのミュージシャンアマドウ・エ・マリアム

マリには古くから息衝くグリオーによる演奏があるが、1960年にマリは独立後、政府主導で芸術振興政策を促進、ポピュラー音楽が盛んになり始める。各地域が提供者となり、オルケストル・レジオナル・ド・モプティやオルケストル・レジオナル・ド・セグー、レイル・バンドなどの国営楽団が出現した。レイル・バンド出身のサリフ・ケイタが1970年代にデビューし、1980年代より世界に躍り出て、メジャーデビューを果たす。ケイタの他にも西洋音楽に影響されたミュージシャンが多く育つ。
サリフを初めとしたマンデ・ポップが流行る中で、民主化を背景とした南西部のワスル音楽も広がりつつあった。非マンデ系民族の音楽も注目されるようになり、北東部出身のトゥアレグ人のグループ、ティナリウェンによる「砂漠のブルース」がポピュラー音楽として知られるようになる。
ソロ・ミュージシャンとしてはギタリストのアリ・ファルカ・トゥーレは国際的に人気がある。彼はアメリカのライ・クーダーとの共作Talking Timbuktuで1995年グラミー賞ベスト・ワールド・ミュージック・アルバム賞（英語）を受賞したことがある。彼の息子、ヴィユーもギタリストとして活動している。ワスル音楽の女性歌手ウム・サンガレも活躍している。
グリオー家系のミュージシャンも多くおり、中でもコラ奏者のシディキ・ジャバテは70代以上続くコラ奏者の家系に生まれ、「コラの王」と呼ばれたほどの名手であった。彼はマリが独立した後に国立楽団に加わっていた。彼と歌手のネネ・コイタとの間に生まれたトゥマニ（トゥマニ・ジャバテ）もコラ奏者として知られている。彼は元来は伴奏楽器であったコラを独奏楽器として発展させた。またトゥマニはグラミー賞ベスト・トラディショナル・ワールド・ミュージック賞（英語）を、2006年にアリー・ファルカ・トゥーレとの共作『In the Heart of the Moon』で、また2011年にはジャバテが客演した『Ali and Toumani』でも受賞した。また、トゥマニの甥にあたるママドゥもコラ奏者として活動している。
コラ奏者トゥマニを中心に、歌手の相関関係をまとめる。
- トゥマニ（トゥマニ・ジャバテ＝息子）
  - 『In the Heart of the Moon』2006年、共演者はアリー・ファルカ・トゥーレ。
  - 『Ali and Toumani』2011年、共演者は父ジャバテ、アリ・ファルカ・トゥーレと共作。
- シディキ・ジャバテ（父）
- ネネ・コイタ（母）
- ママドゥ（ママドゥ・ジャバテ＝シャバテの孫）

### 映画
映像作家のスレイマン・シセは社会的メッセージ性の強い作品で知られ、国内外から高い評価を受けている。

### 世界遺産
マリ国内には、ユネスコの世界遺産リストに登録された文化遺産が3件、複合遺産が1件ある。

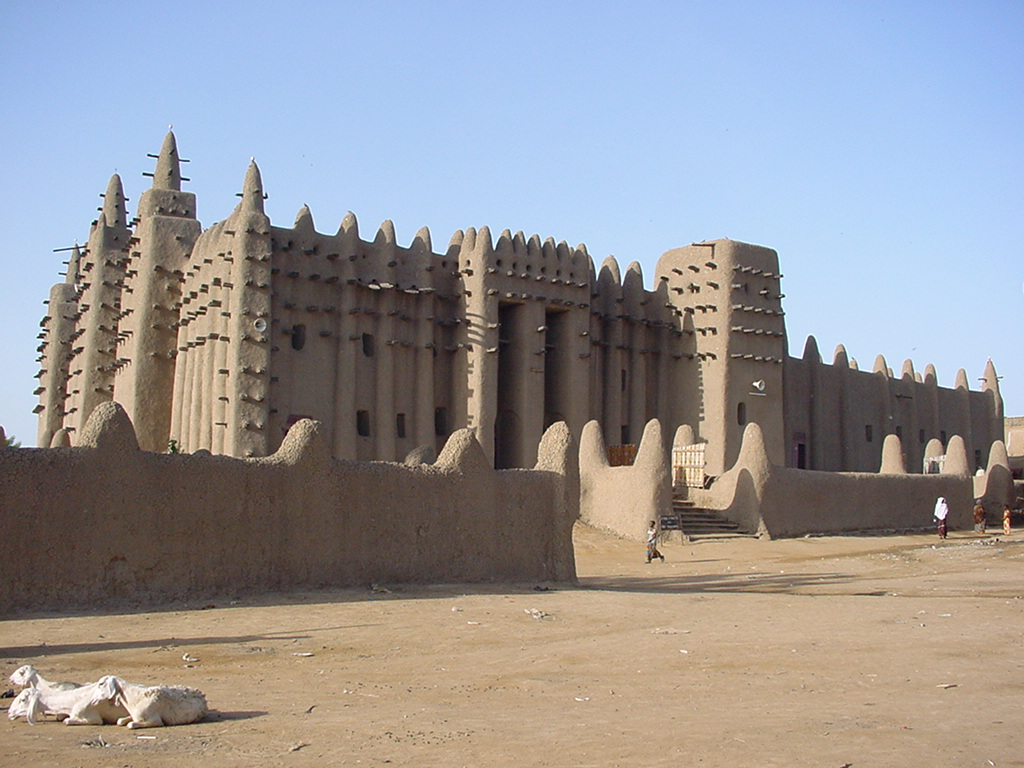
ジェンネ旧市街 - （1988年、文化遺産）
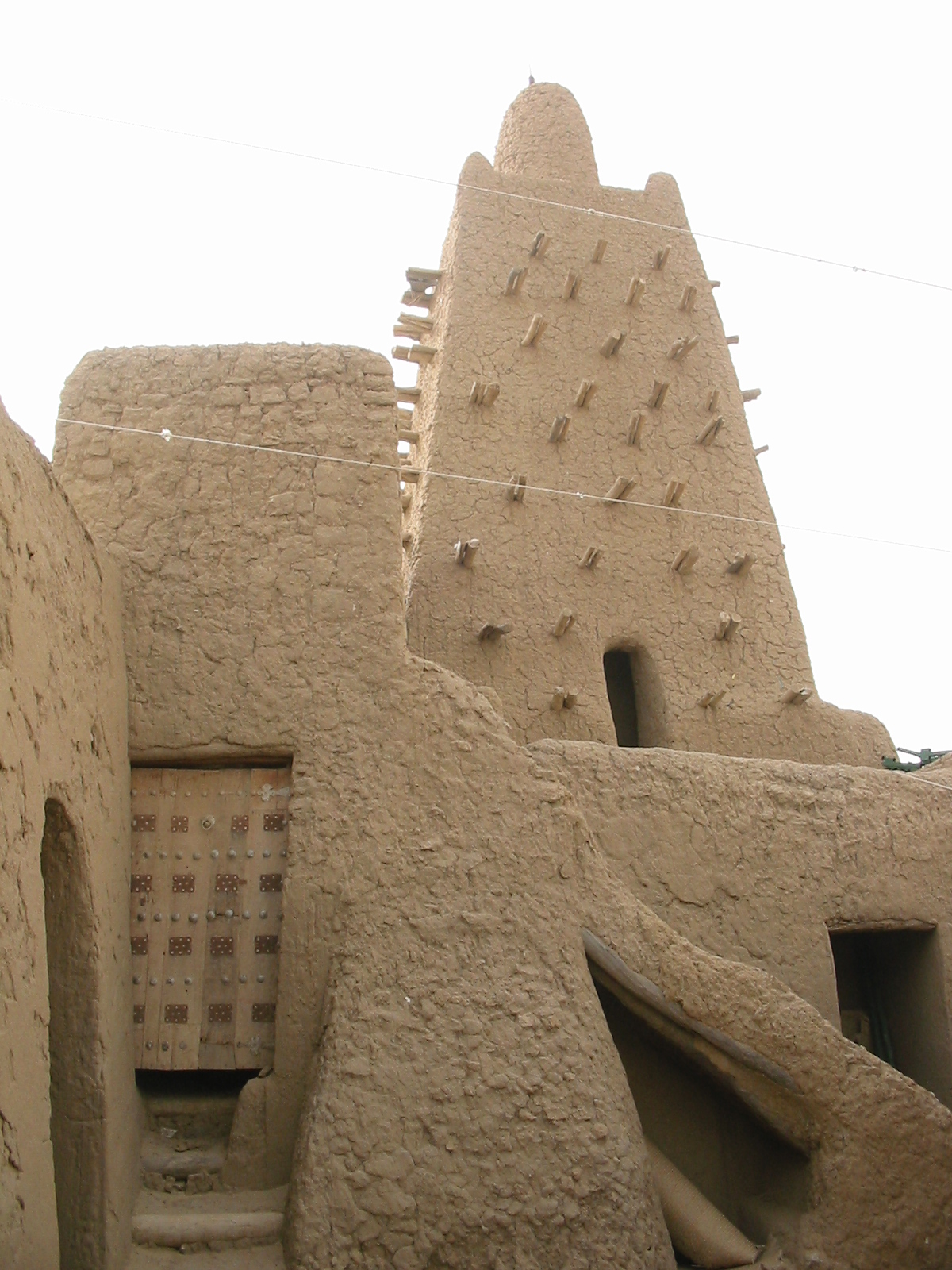
トンブクトゥ - （1988年、文化遺産）
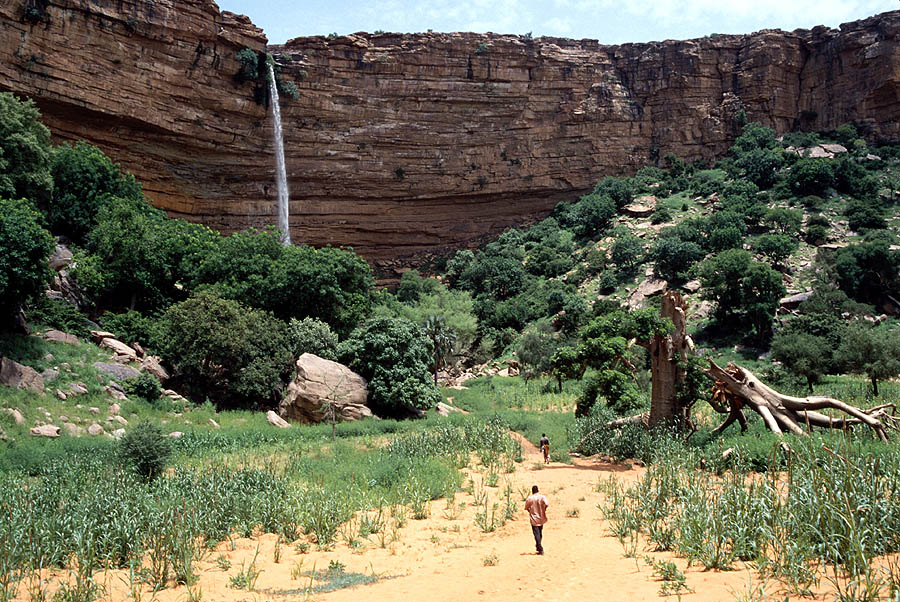
バンディアガラの断崖（ドゴン人の地） - （1989年、複合遺産）
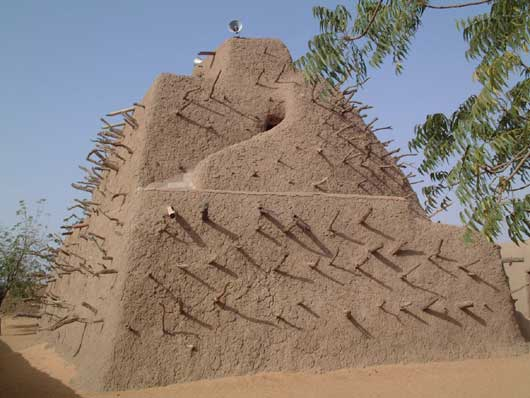
アスキアの墓 - （2004年、文化遺産）

### 祝祭日
| 日付     | 日本語表記   | 現地語表記             | 備考                           |
| -------- | ------------ | ---------------------- | ------------------------------ |
| 1月1日   | 元日         | Jour de l'an           |                                |
| 1月20日  | 軍隊記念日   | Fête de l'armée        |                                |
| 3月26日  | 殉教者の日   | Journée des Martyrs    | ムーサ・トラオレ政権崩壊の日   |
| 5月1日   | メーデー     | Fête du Travail        |                                |
| 5月25日  | アフリカの日 | Fête de l'Afrique      | アフリカ統一機構発足の日       |
| 9月22日  | 独立記念日   | Jour de l'Indépendance |                                |
| 12月25日 | クリスマス   | Noël                   | イエズス・クリストゥス生誕の日 |

### スポーツ
サッカー
マリ国内でも他のアフリカ諸国同様に、サッカーが圧倒的に1番人気のスポーツとなっている。マリサッカー連盟（FMF）によって構成されるサッカーマリ代表は、これまでFIFAワールドカップには未出場となっている。しかしアフリカネイションズカップには12度出場しており、1972年大会では準優勝に輝いている。同国の英雄的な存在にスペインのセビージャFCなどで活躍したフレデリック・カヌーテがおり、2007年にはアフリカ年間最優秀選手賞を受賞している。

## 著名な出身者
- イスマエル・ディアディエ・ハイダラ - 歴史家、哲学者
- シェイック・モディボ・ディアラ - 宇宙工学者、科学者
- ウスビ・サコ - 元京都精華大学学長
- サリフ・ケイタ - シンガーソングライター
- ブバカール・トラオレ - 歌手、ギタリスト
- シェイク・ウマール・シソコ - 映画監督
- スレイマン・シセ - 映画監督
- セイドゥ・ケイタ - 元サッカー選手
- マアマドゥ・ディアッラ - 元サッカー選手
- フレデリック・カヌーテ - 元サッカー選手
- モハメド・シソッコ - 元サッカー選手
- ムサ・マレガ - サッカー選手
- カリファ・クリバリ - サッカー選手
- アマドゥ・ハイダラ - サッカー選手